# Торинкасы
Торинкасы́ (чув. Торинкасси) — деревня в Моргаушском районе Чувашской Республики. Входит в состав Сятракасинского сельского поселения.

## География
Находится в северо-западной части Чувашии, на расстоянии приблизительно 6 км на юго-восток по прямой от районного центра села Моргауши.

## История
Известна 1858 года, когда здесь было учтено 116 жителей. В 1906 году отмечено 32 двора и 156 жителей, в 1926 — 45 дворов и 194 жителя, в 1939—186 жителей, в 1979—150. В 2002 году было 36 дворов, в 2010 — 34 домохозяйств. В 1930 году был образован колхоз «Ленин», в 2010 действовало ООО «Удача».

## Население
Постоянное население составляло 93 человека (чуваши 99 %) в 2002 году, 92 в 2010.